# モニーク・ヘンナガン
モニーク・ヘンナガン（Monique Hennagan, 1976年5月26日 - ）は、アメリカ合衆国サウスカロライナ州コロンビア出身の陸上競技選手。2000年シドニーオリンピック、2004年アテネオリンピックの金メダリストである。

## 経歴
ヘンナガンは、1992年、韓国のソウルで行われた世界ジュニア陸上に出場。400mは準決勝で敗退。4×400mリレーでも4位という結果に終わる。2年後のリスボンで行われた世界ジュニア選手権にも出場し、400mでは、ナイジェリアのオラビシ・アフォラビに次いで銀メダル。さらに4×400mリレーでは金メダルを獲得した。
その後少し間をおき、1999年の世界室内陸上では4×400mのアメリカ代表として3位という結果を残す。翌年の2000年シドニーオリンピックでは、400mと4×400mリレーに出場。400mは予選で敗退してしまったが、4×400mリレーでは、ヘンナガンとジール・マイルス＝クラーク、マリオン・ジョーンズ、ラターシャ・コランダーとチームを組み、3分22秒62のタイムでジャマイカらをおさえ、金メダルを獲得した。その後ジョーンズのドーピングによりメダルを剥奪されたが、スポーツ仲裁裁判所が2010年7月16日に失格処分は無効と裁定し、剥奪は撤回された。
ヘンナガンは、2004年の全米選手権400mを初めて制し、同年のアテネオリンピックの出場を決める。しかし、本番では、アメリカの3選手の中ではトップだったものの、3位のロシアのナタリア・アントユフに100分の8秒及ばず4位に終わった。しかし、4×400mリレーでは、ディーディー・トロッター、モニーク・ヘンダーソン、サーニャ・リチャーズとともに、2位のロシアをおさえ、3分19秒01で金メダルを獲得。2大会連続の金メダルとなった。

## 自己ベスト
- 100m - 11秒26 (2005年)
- 200m - 22秒87 (2005年)
- 400m - 49秒56 (2004年)

## 主な実績
| 年   | 大会                               | 場所                       | 種目         | 結果 | 記録      |
| ---- | ---------------------------------- | -------------------------- | ------------ | ---- | --------- |
| 1994 | 世界ジュニア陸上選手権             | リスボン（ポルトガル）     | 400m         | 2位  | 52秒25    |
| 1994 | 世界ジュニア陸上選手権             | リスボン（ポルトガル）     | 4×400mリレー | 1位  | 3分32秒08 |
| 1999 | 世界室内陸上選手権                 | 前橋（日本）               | 4×400mリレー | 3位  | 3分27秒59 |
| 2000 | オリンピック                       | シドニー（オーストラリア） | 4×400mリレー | 1位  | 3分22秒62 |
| 2001 | 世界陸上選手権                     | エドモントン（カナダ）     | 4×400mリレー | 4位  | 3分26秒88 |
| 2003 | 世界室内陸上選手権                 | バーミンガム（イギリス）   | 4×400mリレー | 3位  | 3分31秒69 |
| 2004 | オリンピック                       | アテネ（ギリシャ）         | 400m         | 4位  | 49秒97    |
| 2004 | オリンピック                       | アテネ（ギリシャ）         | 4×400mリレー | 1位  | 3分19秒01 |
| 2004 | IAAFワールドアスレチックファイナル | モンテカルロ（モナコ）     | 400m         | 2位  | 50秒20    |